# Полона Херцог
Полона Херцог (словен. Polona Hercog, Марибор, СФРЈ 20. јануар 1991) је професионална словеначка тенисерка. Најбољи пласман на ранг листи ВТА у појединачној конкуренцији било је 35. место, које је достигла 12. септембра 2011.. Најбољи пласман у каријери у игри парова остварила је 31. јануара 2011. када је заузимала 56 место.
Није освајала ВТА турнире у појединачној конкуренцији, али је освојила 2 у игри парова. Освојила је 14 ИТФ турнира 9 појединачних и 5 у игри парова.
У пару са аустралијанком Џесиком Мур освојила је на Ролан Гаросу и Вимблдону 2008. јуниорске титуле у конкуренцији парова.

## Приватни живот
Полона је једно од деце Романе и Војка Херцога. У властитој кући мајка држи цвећару, а отац је власник бара.. Тенис је почела да игра у четвртој години. Родитељи су је уписали у школу тениса коју је у близини њихове куће отворила Мима Јаушовец. У тениску школу је ишла до 14 године, а онда је отишла 1,5 година на професионалну обуку у Италију. Са актуелним тренером Золтаном Кухарским почела је да тренира у Будимпешти у јулу 2007.. Омиљена подлога на којој воли да игра је шљака. Говори словеначки, енглески и италијански. Узор јој је Жистин Енен. Ужива у сноубордингу и сурфовању.

## Тениска каријера

### 2007—2009
Полона Херцог је дебитовала на ВТА турнирима на Отвореном првенству Словеније у Порторожу, где је изгубила од Јелене Веснине у три сета 3-6, 7-6(6), 4-6.
У 2008. је учествовала на Истанбул купу, где је изгубила у првом колу на Цветане Пиронкове 4-6, 5-7, али је у конкуренцији парова, са својом партнерком са Новог Зеланда Марином Ераковић доспела до финала. Исте године у пару са аустралијанком Џесиком Мур освојила је на Ролан Гаросу и Вимблдону 2008. јуниорске титуле у конкуренцији парова. Играла је и квалификације за Отворено првенство САД, али је изгубила од Сандре Захлавове у првом колу, 3-6, 3-6.
Херцог је 2009. на турнир у Фесу ушла преко квалификација. Победила је 7 носиоца Роберту Винчи да уђе у четвртфинале, где је изгубила од Алисе Клејбанове. Исте године на Ролан Гаросу у првом колу је победила 23 носиоца Алису Клејбанову 6–2, 4–6, 6–1, али је у другом колу изгубила од Араван Резај 6-3, 4–6, 2-6. На Отвореном првенству САД изгубила је у првом колу од Американке Кристина Макхејл 3-6, 1-6 у првом колу. Она је такође играла на Отвореном првенству Луксембурга, победивши Марија Елена Камерин 3-6, 7-5, 7-5 у првом колу. У следећем је изгубила од Сабине Лисицки 6(1)-7, 4-6.

### 2010
Сезону 2010. Полона Херцог је отворила са раним губицима у прва три турнира, укључујући и друго коло на Отвореном првенству Аустралије, где је изгубила од Аљоне Бондаренко. Након тога игрла је репрезентацију Словенију на Фед купу, освојила је ИТФ турнир у Калију у Колумбији, али онда је претрпела пораз од Каталине Кастано у првом колу турнира у Боготи.
На турниру у Акапулку, Мексико, Херцог достигла своје прво ВТА финале појединачно и освојила своју прву ВТА титулу у паровима. Она је победила Росану де лос Риос 6-4, 6-1 у првом колу, Ализе Корне 6-4, 6-2 у другом, Агнеш Савај која се повукла са турнира у четвртфиналу када је у мечу водила Херцогова 6-4, 0-1, и Карла Суарез Наваро 6-3, 7-5 у полуфиналу. У финалу је изгубила од Винус Вилијамс 6–2, 2–6, 3–6. Са партнерком Барбором Захлавововом-Стрицовом, освојила је своју прву прву ВТА титулу у паровима, победивши италијански пар Сара Ерани и Роберта Винчи 2-6, 6-1, [10-2].
На турниру у Индијан Велсу, победила је у првом Јоану Ралука Олару 7-5, 6-4 а у другом је поражена од 11. тенисерке у том тренутку Марион Бартоли 6-4, 6-2.
Полона Херцог је направила изненађење у другом колу Ролан Гароса 2010. победом над 24 носиоцем Луцијом Шафаровом.
На турниру у Порторожу, достигла је полуфинале, где је изгубила од Ане Чакветадзе 6-0 2-6 2-6, показујући јој недостатак самопоуздања и искуства после првог сета који је добила 6-0.
Као 6. носилац на турниру у Копенхагену, она је имала прилику да се реваншира Ани Чакветадзе, кад су се састале у четвртфиналу, али је опет изгубила меч, овог пута у два сета 4-6, 3-6.

## Успеси

### Пласман на ВТА листи на крају сезоне
| Година  | 2006 | 2007 | 2008 | 2009 | 2010 | 2011 |
| Пласман | 717  | 345  | 243  | 71   | 48   |      |

## Легенда
| Легенда: До 2009.   | Легенда: Од 2009.     |
| ------------------- | --------------------- |
| Гренд слем (0/0)    |                       |
| ВТА првенство (0/0) |                       |
| Тијер I (0/0)       | Главни Премијер (0/0) |
| Tier II (0/0)       | Премијер 5 (0/0)      |
| Тијер III (0/0)     | Премијер (0/0)        |
| Тијер IV и V (0/1)  | Интернашонал (2/0)    |

## ВТА резултати Полоне Херцог

### Порази у финалу појединачно (1)
| Бр. | Датум    | Турнир    | Подлога | Противница     | Резултат      |
| --- | -------- | --------- | ------- | -------------- | ------------- |
| 1   | 27/02/10 | Акапулко, | Шљака   | Винус Вилијамс | 6-2, 2-6, 3-6 |

### Победе у финалу парова (2)
| Бр. | Датум    | Турнир    | Подлога      | Партнерка         | Противнице                         | Резултат         |
| --- | -------- | --------- | ------------ | ----------------- | ---------------------------------- | ---------------- |
| 1   | 22/02/10 | Акапулко, | Земља        | Барбора Захлавова | Сара Ерани Роберта Винчи           | 2-6, 6-1, [10-2] |
| 2   | 20/09/10 | Сеул,     | Тврда (отв.) | Јулија Гергес     | Натали Грандин Владимира Ухлиржова | 6-3, 6-4         |

### Порази у финалу парова (1)
|   | Датум    | Турнир                 | Терен       | Противници                 | Партнерка       | Резултат |
| - | -------- | ---------------------- | ----------- | -------------------------- | --------------- | -------- |
| 1 | 19/05/08 | Истанбул куп, Истанбул | Шљака (от.) | Џил Крејбас Олга Говорцова | Марина Ераковић | 6-1, 6-2 |

### Учешће наГренд слемтурнирима

#### Појединачно
| Година | Аустралијан Опен | Аустралијан Опен     | Ролан Гарос | Ролан Гарос    | Вимблдон | Вимблдон          | Ју-Ес Опен | Ју-Ес Опен       |
| ------ | ---------------- | -------------------- | ----------- | -------------- | -------- | ----------------- | ---------- | ---------------- |
| 2009.  | -                | -                    | 2 коло      | Араван Резај   | -        | -                 | 1 коло     | Кристина Макхејл |
| 2010.  | 2 коло           | Аљона Бондаренко     | 3 коло      | Флавија Пенета | 1 коло   | Јарослава Шведова | 1 коло     | Mandy Minella    |
| 2011.  | 1 коло           | Анастасија Севастова | -           | -              | -        | -                 | -          | -                |

#### У игри парова
| Година | Аустралијан Опен | Аустралијан Опен        | Ролан Гарос          | Ролан Гарос                 | Вимблдон         | Вимблдон            | Ју-Ес Опен       | Ју-Ес Опен                |
| ------ | ---------------- | ----------------------- | -------------------- | --------------------------- | ---------------- | ------------------- | ---------------- | ------------------------- |
| 2009.  | -                | -                       | -                    | -                           | -                | -                   | 1 коло Р. Винчи  | Алекса Глач C. Gullickson |
| 2010.  | 1 коло П. Мартић | С. Борвел Р. Копс-Џоунс | 1 коло C. Gullickson | А. Бондаренко К. Бондаренко | 1 коло П. Мартић | Л. Рејмонд Р. Стабс | 3 коло П. Мартић | Chan Yung-jan Ђе Џенг     |
| 2011.  | 1 коло П. Мартић | Р. Копс-Џоунс А. Спирс  | -                    | -                           | -                | -                   | -                | -                         |